# Hemaris alaiana
Hemaris alaiana es una polilla de la familia Sphingidae.
Vuela sobre Alayskiy Khrebat, Tian Shan, Dzhungarskiy Alatau, Saur y montañas Altái, desde Tayikistán y Kazajistán oriental a Mongolia occidental. Su hábitat consiste en prados de montaña y bosque ricos en flores, generalmente en alturas de 1,400 a 2,200 altitud de metros.
Su envergadura es de 35 a 45 mm. Es una especie diurna . Los adultos vuelan de junio temprano a mediados de julio.
Las larvas probablemente se alimentan en especies de Lonicera, Rubia y Galium.